# Орден Святої великомучениці Варвари II ступеня
Орден Святої Великомучениці Варвари II ступеня — церковна нагорода, що вручається Українською Православною Церквою (Московського Патріархату) за заслуги перед Церквою, благодійну діяльність, сприяння духовному розвитку суспільства, а також за підтримку і збереження православних традицій. Нагорода є частиною системи відзнак УПЦ МП.

### Заснування та призначення
Орден був заснований для відзначення жінок і чоловіків, які здійснили вагомий внесок у духовний розвиток України, благодійність або просвітницьку діяльність. Основна мета нагороди — вшанування осіб, які своєю працею або жертовністю підтримують православну віру та Українську Православну Церкву.

### Опис ордена
Орден Святої Великомучениці Варвари II ступеня є церковною нагородою, що символізує визнання особливих заслуг перед Українською Православною Церквою. Він має форму хреста з прямокутними сторонами, заокругленими на кінцях, покритими червоною емаллю. У центрі хреста розташований овал із позолоченим медальйоном, на якому зображена свята великомучениця Варвара. Медальйон оздоблений декоративним обрамленням із 12 червоних стразів, що імітують дорогоцінні камені.
Хрест вінчає корона, покрита червоною емаллю, із невеликим хрестиком зверху, що додає ордену урочистого вигляду. Розміри нагороди становлять 60×45 мм, а центральний медальйон має розмір 30×22 мм. Зворотний бік ордена обладнаний застібкою для прикріплення до одягу та містить серійний номер нагороди.
Орден символізує жертовність, милосердя та духовну відданість, які були притаманні святій великомучениці Варварі. Нагорода вручається за особливий внесок у розвиток православної віри, благодійну діяльність та збереження духовних традицій. Її отримують як жінки, так і чоловіки, які своєю працею чи діяльністю сприяють підтримці Української Православної Церкви.

### Порядок нагородження
1. Подання кандидатури: Кандидатів на нагородження висувають архієреї УПЦ МП, а також представники органів державної влади, благодійних організацій або інших структур.
2. Розгляд: Рішення про нагородження ухвалюється спеціальною комісією з нагород УПЦ МП.
3. Вручення: Орден вручається особисто предстоятелем УПЦ МП або архієреєм на урочистій церемонії.
4. Місце носіння: Орден носять на правому боці грудей

### Відомі нагороджені
Орденом II ступеня нагороджувалися видатні діячі культури, політики, меценати та благодійники, зокрема:
- Юлія Тимошенко — політик, колишній Прем'єр-міністр України.
- Ганна Герман — журналістка, політик, народний депутат України.
- Наталія Бучинська — співачка, народна артистка України.
- Лідія Кушкова-Шевченко — актриса, режисер, народна артистка України.